# نقود ذهبية

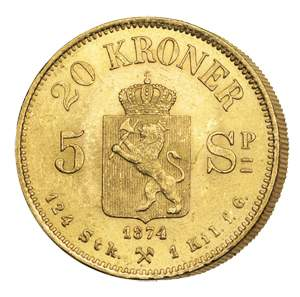
عملة ذهبية كرونية بـ 20 من النرويج. ظهرت في 1875، وأصبحت جزء من الاتحاد النقدي الاسكندنافي حيث تعتمد على قاعدة الذهب.
المخزون الاحتياطي من الذهب للنرويج يحتوي على أطنان من هذه العملة والتي تدعم الأوراق النقدية النرويجية. العملة أنشئت من أجل التداول.

النقود الذهبية أو العملة الذهبية هي نقود تكون معظمها أو كلها من الذهب. معظم العملات الذهبية التي سُكت منذ 1800 هي بنسبة 90–92% ذهب (22 قيراط)، لكن النقود الحالية مصنوعة من الذهب الخالص، مثل بريتانيا و مابل ليف كندي ذهبي وبوفالو أمريكي. بالإضافة إلى عملات إيغل أمريكي ذهبي وكروغرراند، التي تتكون من 91.7% ذهب والباقي فضة ونحاس.
تقليدياً (حتى حوالي ثلاثينيات القرن العشرين)، كانت النقود الذهبية عبارة عن عملات نقدية للتداول، بما في ذلك براكتيت وإكسونوميا. منذ العقود الأخيرة، مع ذلك، يتم إنتاج العملات الذهبية أساسا كعملات السبائك للمستثمرين وكعملات تذكارية لهواة جمع العملات. في حين أن العملات الذهبية الحديثة هي أيضاً عملات قانونية، إلا أنها لا تلاحظ في المعاملات المالية اليومية، حيث تتجاوز قيمة المعدن عادة القيمة الاسمية. على سبيل المثال، إيغل أمريكي ذهبي، فئة 50 دولارًا أمريكيًا، له قيمة معدنية تزيد عن 1000 دولار أمريكي.
تهيمن على الاحتياطيات الذهبية في البنوك المركزية السبائك الذهبية، لكن العملات الذهبية قد تساهم في المخزون في بعض الأحيان.